# Stenamma sardoum
Stenamma sardoum är en myrart som beskrevs av Carlo Emery 1915. Stenamma sardoum ingår i släktet Stenamma och familjen myror. Inga underarter finns listade i Catalogue of Life.